# 4"
«4" (4 segundos)» es la tercera canción del primer álbum en solitario de Amaia Montero, de la cantante homónima.

## Acerca de la canción
La canción 4" ("Ando buscando un amor que me diga que soy verdadera, ando buscando la forma de andar siempre a mi manera") mezcla sentimientos y reafirmaciones personales a ritmo muy vivo, con otro estribillo rotundo que marca el carácter del tema.
Trata de una chica que terminó con su novio pero que a esto ya no le afecta ni para bien ni para mal. Ella seguirá siendo como quiere ser porque alguien sí la va a querer. Es una canción con un carácter fuerte pues a ella no le importa que él ande con cualquiera.

## Videoclip
El videoclip se estrenó a principios de abril.
En el videoclip, se puede ver en una habitación animada a varias Amaias. Durante el estribillo se puede ver a Amaia tocando con su banda mientras aparece parte de la letra de la canción.

## Listas
| Listas (2009)        | Posición |
| -------------------- | -------- |
| España Singles Chart | 9        |
| España Airplay Chart | 1        |
| Latinoamérica Top 40 | 20       |

| Posición | 43 | 30 | 28 | 20 | 15 | 17 | 15 | 9* | 12 | 19 | 21 | 29 | 34 | 35 | 50 | 49 | 50 | 49 |

- *Mayor incremento de ventas de la semana.
- Consiguió el disco de oro (enlace roto disponible en Internet Archive; véase el historial, la primera versión y la última). en descargas digitales por 40 mil copias distribuidas según informa Promusicae.

| Certificaciones | Certificaciones        | Certificaciones | Certificaciones     |
| --------------- | ---------------------- | --------------- | ------------------- |
| Territorio      | Organismo certificador | Certificación   | Ventas certificadas |
| España          | PROMUSICAE             | x1 Oro          | 40.00               |

## Posiciones
| Posición | 30 | 29 | 20 | 11 | 9 | 6 | 5 | 4 | 4 | 5 | 7 | 8 | 10 | 18 | 18 | 19 | 21 | 25 | 27 | 32 | 32 | 33 | 40 |